# Повикът на дивото
„Повикът на дивото“ (на английски: Born to be Wild) е американска семейна комедия от 1995 г. на режисьора Джон Грей, по сценарий на Джон Бънцел и Пол Йънг. Във филма участват Уил Хорнеф, Хелън Шейвър, Джон Макгинли и Питър Бойл. Той е пуснат от „Уорнър Брос“ под етикета „Уорнър Брос Фемили Ентъртейнмънт“ на 31 март 1995 г.

## Български дублаж
Филмът се излъчва за първи път по Канал 1 на 20 ноември 1999 г.
| Обработка           | Продуцентско направление "КИНО"                                             |
| ------------------- | --------------------------------------------------------------------------- |
| Преводач            | Милена Сотирова                                                             |
| Редактор            | Кристин Балчева                                                             |
| Тонрежисьор         | Трендафилка Немска                                                          |
| Режисьор на дублажа | Димитър Караджов                                                            |
| Озвучаващи артисти  | Лидия Вълкова Петя Абаджиева Иван Танев Стефан Димитриев Александър Воронов |